# Diego García de Campos
Diego García de Campos (c., 1140-d. de 1220) fue un clérigo, escritor  y humanista castellano, canciller de los reyes Alfonso VIII y Enrique I, aunque su obra fue escrita en tiempos ya de Fernando III el Santo.

## Biografía
Era de noble familia navarra y castellana y pariente lejano del rey Alfonso VIII y del canciller Rodrigo Jiménez de Rada; su padre fue García Fernández Navarro, señor de Zafallos y de Villabellaco, fundador o primer repoblador de Caleruega y abuelo materno de Santo Domingo de Guzmán. Tuvo por hermanos a Fernando, Álvaro, Pedro (también eclesiástico), Urraca y Juana, la madre del citado Santo Domingo. Diego por su parte tuvo tres hijos: Juan Díaz (canciller de Fernando III el Santo), García y Blanca.
Clérigo de la Catedral de Toledo, recibió una buena formación básica, que aumentó estudiando Teología en París. Al menos desde 1192 fue canciller real de Alfonso VIII, y luego lo fue de Enrique I. Alcanzó el cargo de deán de la catedral de Toledo, y tuvo ciertos roces con el arzobispo de Toledo Martín López de Pisuerga, que Roma falló en su favor. En 1208 fue invitado por el rey inglés Juan Sin Tierra, hermano de la reina Leonor Plantagenet, a Inglaterra, y se desconoce si aceptó. Acompañó sin embargo a Rodrigo Ximénez de Rada al IV Concilio de Letrán (1215) y en 1218 concluyó su obra más famosa, el Planeta, que dedicó precisamente al arzobispo. Se trata de una aparentemente desordenada enciclopedia en latín sobre temas religiosos y eclesiásticos en siete libros, con tanta libertad de temática y estilo que parece casi un antecedente del ensayo moderno; su lenguaje además es rico y ampuloso, y busca deliberadamente el brillo expresivo de los colores retóricos mediante rimas, paronomasias, antítesis, simbolismos, alegorías y toda suerte de juegos verbales, conceptuales y numéricos. Él mismo declara sobre su estilo que está forjado sobre los modelos de Séneca y Cicerón:
Scribo enim per cola et commata, sepe continuo, persepe gradario stilo utens. Commendo enim Anneum Senecam magistrum meum, sub hiis uerbis Tullium commendantem. Tullius quoque meus gradarius fuit.
Pero existe una arquitectura alegórica y numérica en este aparente desbarajuste, como ya apercibió Francisco Rico: incluso el abuso de las trimembraciones corresponde a un uso simbólico del número tres. El título lo explica así el autor:
Planeta vocabitur liber iste. Est emim planetis quam similis tum propter eximium fulgorem materie, tum propter librorum numerum congruentem
Precede a los siete libros un extenso "Prologus" dirigido al arzobispo, en el que declara conocer las materias de Bretaña, Carolingia y Troyana, aunque lamenta que sean obras de entretenimiento más que de formación, y se lamenta de la degeneración de la época actual (scribo itaque quando utique totus mundus degenerat, et a summis principibus usque ad agricolas hydiotas humanum genus), expresa en los cambios que sufre no solo la indumentaria, sino el orden social, las costumbres, la moral... incluso "los caballeros se transforman en juglares". 
Escribo, así, en el año de la encarnación del Verbo de 1218... cuando se enfrió la caridad de muchos, si alguna queda. Cuando las siete virtudes están marchitas como rosas o lirios, y por el contrario los siete vicios reverdecen como cicuta o abrojo... La prudencia se disipa. La temperancia delira. La fortaleza titubea, miserablemente debilitada. Escribo, así, cuando la obstinada soberbia se exalta contrariamente de lo que se indicó. La macilenta envidia roe fieramente a los inocentes... Cuando universalmente todo bien se encuentra disminuido y todo mal alzado y aumentado... cuando se comportan los hombres más bestialmente que si fueran semejantes a bestias... cuando las costumbres de los hombres no tienen lugar entre los hombres y peregrinan sin domicilio cierto. Cuando los hijos no hacen patria, sino se expatrian, sin observar ni las costumbres de sus padres ni las de su patria. Cuando algunos cuidan mujerilmente de sus cabelleras como armenios y rutenios y algunos cortan deformemente sus cabellos, como los vascos y los provenzales. Algunos abovedan sus peinados en forma de ventana, y asimilan sus rostros a los de las garcetas, como los hispanos. Algunos se dejan crecer barbas de chivo, como los griegos. Algunos se rapan la barba de raíz, como los franceses y flamencos. Algunos dividen en dos la parte superior con tenazas, cuidando la inferior con peines, como los venecianos y pisanos. Cuando no hay regla en los vestidos ni fin en la diversidad de ropajes. Los vestidos dan a luz a vestidos, tanta variedad sembrada de vestidos renace con fruto centuplicado. Porque algunos con decoraciones doradas en forma de pluma despellejan e incrustan los vestidos en varios lugares.
Sigue una carta del propio arzobispo, los siete libros (I-III De Christo Rege; IV, De Maria Virgine; V, De angelis et de S. Michaele; VI, De anima religiosa; VII, De Pace), simulando en su estructura numérica los siete planetas, y otra carta del arzobispo. Los epígrafes no responden fielmente al contenido, cuyo discurso, apoyado frecuentemente en textos bíblicos, vacila entre la teología especulativa y la ascético-mística, con mucho de exégesis bíblica y con un enciclopedismo de escolástica temprana a la manera, por ejemplo, de Juan de Salisbury. Entre los textos citados, quitados por supuesto los dominantes bíblicos, litúrgicos y patrísticos, aparecen Cicerón, Virgilio, Séneca, Lucano, Quinto Curcio y autores griegos tomados indirectamente. También presenta la huella de la escolástica francesa del siglo XII, en especial de la Escuela de San Víctor, pues muy probablemente fue discípulo de Petrus Comestor. Por otra parte, del Planeta se han conservado numerosos manuscritos y en el siglo XV aún fue leído y elogiado por el humanista castellano Fernán Pérez de Guzmán.
Presenta rasgos reformistas según las normas de los concilios lateranenses: fustiga al alto clero y alaba a los monjes y al clero estudioso y erudito. Es un buen conocedor de las corrientes intelectuales francesas y europeas de su tiempo.

## Obras
- Diego García natural de Campos, Planeta (obra ascética del siglo XIII). Edición, introducción y notas por el P. Manuel Alonso, S.I. Madrid, CSIC, 1943.